# Lady Bird (composition)
Pour les articles homonymes, voir Ladybird.
Lady Bird est un standard de jazz composé par Tadd Dameron en 1939.

## Historique
Lady Bird est composé en 1939, mais n'est enregistré pour la première fois qu'en 1948 par le septet de Tadd Dameron,.

## Analyse
Le morceau est particulièrement connu pour le turnaround des deux dernières mesures, appelé le « Tadd Dameron turnaround ».

## Adaptations
Des paroles ont été ajoutées plusieurs fois sur Lady Bird :
- Bring Me Love de Mitzi Zilka, sur l'album Something Good (2005) ;
- Lady Bird de Cassia DeMayo, sur l'album Heart, We Will Forget Him (2015) ;
- Lady Bird de Stanley Cornfield.

Half Nelson de Miles Davis est un démarquage (réutilisation de la progression harmonique) du morceau.

## Versions
Le morceau a été enregistré par de nombreux interprètes, notamment :
- Tadd Dameron septet (13 septembre 1948)
- Miles Davis/Tadd Dameron Quintet, The Miles Davis/Tadd Dameron Quintet in Paris Festival International de Jazz - May, 1949 (1949, publié en 1977)
- Gerry Mulligan, Gene Norman Presents the Gerry Mulligan Quartet, Vol. 3 (1953)
- Horace Silver avec Hank Mobley[1] et Kenny Dorham[5], Down Home (1955, publié en 2005)
- Jutta Hipp, Jutta Hipp at the Hickory House (1956)
- Bud Powell, Piano Interpretations by Bud Powell (1957)
- René Urtreger, René Urtreger Trio (1957)
- Herbie Mann's Californians, Great Ideas of Western Mann (1957)
- Stan Getz et Bengt Hallberg, Stan Getz at Nalen with Bengt Hallberg (1958, publié en 2012)
- Phineas Newborn Jr, Benny Bailey, Oscar Pettiford et Rune Carlsson, Stockholm Jazz Session Volume 1 (1958, publié en 1992)
- Barney Wilen Quintet, Barney (1959)
- Horace Parlan, Movin' & Groovin' (1960)
- Chico Hamilton, The Chico Hamilton Special (1961)
- Barney Kessel, Contemporary Latin Rhythms (1963)
- Martial Solal, En direct du Blue Note (1966)
- Don Byas, Ballads for Swingers (1966)
- Dexter Gordon, More Power (1969)
- Philly Joe Jones, Trailways Express (1971)
- Jaki Byard, Live at the Jazz Inn (1971)
- Duke Jordan, I Remember Bebop (1978)
- Tommy Flanagan et Hank Jones, Our Delights (1979)
- Archie Shepp, Lady Bird (1971)
- Paul Bley Trio, Bebopbebopbebopbebop (1990)
- Noël Akchoté, I Remember You (A Tribute to Chet Baker) (2014)

Dexter Gordon a joué plusieurs fois ce morceau, notamment en concert en Belgique en 1964.